# 王玄謨
王 玄謨（おう げんぼ、太元13年（388年）- 泰始4年2月29日（468年4月7日））は、南朝宋の軍人・政治家。字は彦徳。本貫は太原郡祁県（現在の山西省晋中市祁県）。

## 経歴
後漢の司徒王允の従子の王閎の六世の孫にあたる。北地郡太守の王牢の孫。王秀の子として生まれた。幼くして父を失い、族父の王蕤（王玄載・王玄邈の父）に養育されて、「この子は気概高亮にして、太尉の彦雲（王淩）の風あり」と評された。
劉裕が徐州にいたとき、玄謨は召し出されて従事史となった。景平2年（424年）、謝晦が荊州刺史となると、玄謨はその下で南蛮行参軍・武寧郡太守となった。元嘉3年（426年）、謝晦が敗死したが、玄謨は主要な部将ではなかったため罪に問われず、原職にもどされた。元嘉年間、長沙王劉義欣の下で鎮軍中兵将軍となり、汝陰郡太守を兼ねた。玄謨は北魏に対する北伐の策をたびたび上奏したが、文帝に聞き入れられなかった。元嘉24年（447年）、興安侯劉義賓の下で輔国司馬・彭城郡太守に任じられた。元嘉25年（448年）、劉義賓が死去すると、玄謨は彭城が水陸の要地であるとして皇子の赴任を求め、文帝は武陵王劉駿を徐州刺史として派遣してきた。
元嘉27年（450年）、文帝が北伐の軍を起こすと、玄謨は寧朔将軍となり、輔国将軍蕭斌の下で先鋒として黄河流域に入った。玄謨が碻磝に向かったところ、北魏の碻磝戍主が敗走したため、次いで滑台を包囲した。北魏の太武帝が100万を号する大軍を率いて滑台の救援にやってきた。衆寡敵せず、玄謨は部下の多くを失って敗走した。蕭斌が敗戦をとがめて玄謨を斬ろうとしたが、沈慶之が諫めたため取りやめた。『仏祖統記』には、この時十句観音経を読んだ功徳で生命が助かったという。江夏王劉義恭が征討都督として碻磝に入ったが、碻磝が守りきれないとみると撤退した。玄謨は魏軍の追撃のため、流れ矢を臂に受けた。元嘉28年（451年）正月、歴城に帰還し、文帝に書面で敗北を報告した。
元嘉30年（453年）、劉劭が文帝を殺害して帝を称すると、玄謨は益州刺史となった。武陵王劉駿が劉劭を討つべく起兵すると、玄謨は劉駿に従って、済南郡太守の垣護之に兵を与えて派遣した。6月、徐州刺史に任じられた。孝建元年（454年）2月、南郡王劉義宣と江州刺史臧質が反乱を起こすと、玄謨は仮の輔国将軍の号を受け、豫州刺史に任じられて、柳元景とともに反乱軍を討った。軍を梁山に駐屯させ、岸をはさんで偃月塁を築き、水陸で反乱軍を待った。劉義宣が劉諶之を臧質につけて派遣し、城南に布陣すると、玄謨は老弱の兵を留めて城を守らせ、自らは精鋭を率いて戦い、反乱軍を撃破した。都督・前将軍の位を加えられ、曲江県侯に封じられた。しかし中軍司馬の劉沖之に劉義宣との通謀を讒言され、玄謨は垣護之とともに免官された。
孝建2年（455年）6月、再び豫州刺史となった。淮水流域で司馬黒石が夏侯方進を主に立てて反乱を起こすと、玄謨はかれらを討って斬った。8月、青冀二州刺史に転じた。11月、寧蛮校尉・雍州刺史に任じられた。雍州は他所から流れてきた住民が多かったため、玄謨は流民の土断を実行しようとしたが、当時の民衆が戸籍に属することを望まなかったため、断念した。また玄謨は九品以上の租を貧富にかかわらず同一としたため、雍州の領内には怨嗟の声があふれた。玄謨が反乱を計画しているとの噂が民間に流れ、柳元景が玄謨を討つべく兵を発する騒ぎとなった。玄謨は内外を落ち着かせると、孝武帝に顛末を報告し、孝武帝も主書の呉喜公を派遣して玄謨を慰撫した。後に金紫光禄大夫の位を受け、太常を兼ねた。明堂が建てられると、本官のまま起部尚書を兼ね、さらに北選を兼ねた。大明3年（459年）7月、郢州刺史に任じられた。
大明5年（461年）12月、平北将軍・徐州刺史に転じた。ときに北方の地は飢饉に苦しんでいたため、私財から穀物10万斛と牛1000頭を供出して民衆に分配した。大明8年（464年）2月、領軍将軍の号を受けた。閏5月、孝武帝が崩御するにあたって、柳元景らとともに遺命を受け、外任の監督を委ねられた。8月、鎮北将軍・青冀二州刺史として出向した。永光元年（465年）8月、領軍将軍として召還された。この頃、大臣の多くが前廃帝に粛清されており、玄謨の子や甥たちは病を称するよう勧めたが、玄謨は聞き入れず、建康に入った。苛酷な刑罰を緩め、誅殺をやめるよう前廃帝にたびたび諫言した。
同年（泰始元年）12月、明帝が即位すると、玄謨は鎮軍将軍の号を加えられた。足の病のため輿に乗って宮城を出入りすることを許された。泰始2年（466年）、明帝即位に対する反乱が各地で起こると、玄謨は水軍を統括して南方の反乱を討った。2月、車騎将軍・江州刺史に任じられた。建安王劉休仁を補佐して赭圻で勝利し、報賞として諸葛亮の筒袖鎧を賜った。9月、左光禄大夫・開府儀同三司となり、護軍将軍を兼ねた。11月、車騎将軍・南豫州刺史に任じられた。泰始3年（467年）5月、また左光禄大夫・開府儀同三司となった。7月、特進・護軍将軍を兼ねた。8月、車騎将軍の号を加えられた。泰始4年2月乙巳（468年4月7日）、死去した。享年は81。諡は荘公といった。
長男の王深は早逝し、次男の王曇善と三男の王寛と末子の王瞻がいた。王瞻は南朝斉に仕えたが、政争に巻き込まれて殺害された。

## 伝記資料
- 『宋書』巻76 列伝第36
- 『南史』巻16 列伝第6
- 『仏祖統記』